# ISOFIX
ISOFIX (conosciuto come LATCH, "Lower Anchors and Tethers for CHildren" negli USA) è lo standard ISO 13216, riguardante il sistema di fissaggio per i sistemi di ritenuta per bambini del gruppo 1

## Descrizione
In Europa la norma UNI EN 14988 disciplina i requisiti di sicurezza per i seggiolini per auto e dei seggioloni.
Definisce i punti di attacco standard che devono essere inclusi nelle autovetture permettendo a seggiolini appositi di essere agganciati velocemente ed in modo sicuro.
Isofix è un'alternativa migliore al fissaggio dei seggiolini con le cinture di sicurezza in quanto assicura che il fissaggio del seggiolino avvenga correttamente tramite apposite segnalazioni visive. Statisticamente è stato osservato che il fissaggio del seggiolino tramite cinture di sicurezza avviene in modo scorretto nell'80% dei casi.
I seggiolini sono fissati in alto (un aggancio) ed in basso (due). L'insieme dei tre agganci è obbligatorio per le vetture nuove negli USA dal settembre 2002.
I produttori di auto in Europa hanno denominato questo tipo di aggancio Isofix universale per distinguerlo dalla precedente versione detta Isofix semi-universale.
L'Isofix semi-universale impiega due ancoraggi alla base del sedile proprio come l'Isofix universale, ma anziché avere un ulteriore aggancio in alto, comunemente detto top-tether, utilizza un ulteriore componente, la cosiddetta gamba, che si aggancia alla base del seggiolino e va a contatto con il pavimento dell'auto.
Fanno eccezione alcuni modelli di Isofix semi-universale, che al posto del top-tether utilizzano le cinture di sicurezza per i passeggeri.
Non è possibile montare un seggiolino Isofix universale su un'auto dotata di aggancio Isofix semi-universale, ovvero sprovvista dell'aggancio superiore, detto top-tether.
Viceversa è possibile montare un seggiolino Isofix semi-universale su un'auto dotata di aggancio Isofix universale, salvo controindicazioni del costruttore.
I seggiolino di tipo Isofix universale che non siano stati correttamente fissati utilizzando tutti e tre i punti di ancoraggio e i seggiolini di tipo Isofix semi-universale agganciati solamente tramite i due attacchi alla base del sedile, sono a rischio di ribaltamento in caso di incidente.